# 卡尔·H·布兰斯
卡尔·亨利·布兰斯（英語：Carl Henry Brans，/brænz/，1935年12月13日—），美国数学物理学家，布兰斯–迪克理论的提出者。